# Anthophora furcotibialis
Anthophora furcotibialis är en biart som beskrevs av Wu 1985. Anthophora furcotibialis ingår i släktet pälsbin, och familjen långtungebin. Inga underarter finns listade i Catalogue of Life.